# 海部美知
海部 美知（かいふ　みち、1960年 - ）は、アメリカ合衆国を拠点に事業を行っている日本人実業家・経営コンサルタントである。Enotechコンサルティング（カリフォルニア州サンマテオ）代表。

## 人物
神奈川県藤沢市出身。一橋大学社会学部卒業。著書に『パラダイス鎖国』『ビッグデータの覇者たち』がある。
ITや通信分野を専門とするコンサルティング会社を経営するほか、非営利活動として日本映画を紹介する英語サイトを運営している。

### 経歴
大学卒業後の1983年、本田技研工業に入社。1987年に退社してスタンフォード大学経営大学院に入学した。
1989年に同大学院を修了・修士（MBA）を取得後にはNTTに入社した。同社では入社直後から日本国外での勤務となり、アメリカ合衆国・ニューヨーク現地法人NTTアメリカ（NTT America Inc.）にて事業開発を担当した。コンサルティング会社のベイン・アンド・カンパニーでの勤務歴もある。
1996年、ネクストウェーブ・テレコム（NextWave Telecom Inc.）に転じ、事業開発部門のディレクターに就任した。同社はFCCのオークションで携帯電話周波数免許を取って参入したベンチャー企業で、海部はここで通信事業者およびMVNOに対して卸契約を売る仕事を行っていた.。
1999年には独立してENOTECH（Enotech Consulting）を設立、代表に就任した。同社では開業3日目で最初のクライアントがついたという。2008年には著書『パラダイス鎖国』を日本で出版、話題となった。

### 私生活
夫はITライターの小池良次。現在2児の母で、夫とともにアメリカ合衆国・カリフォルニア州のシリコンバレーに在住。

## 著作
- 『パラダイス鎖国　忘れられた大国・日本』アスキー〈アスキー新書〉、2008年3月。ISBN 978-4-7561-5133-9。
- 『ビッグデータの覇者たち』講談社〈現代新書〉、2013年4月。ISBN 978-4062882033。